# Delft Fringe Festival
Delft Fringe Festival is een jaarlijks theaterfestival, waar jonge podiumkunstenaars optredens geven op verschillende locaties in Delft.

## Geschiedenis
Delft Fringe Festival werd in 2011 opgericht door Stichting Theaternetwerk Delft. Destijds duurde het festival vier dagen en er werd opgetreden door amateur-theatermakers uit Zuid-Holland. In de jaren erna ontwikkelde Delft Fringe zich tot een langer festival met een groter aanbod aan performances van jonge podiumkunstenaars.
In 2017 ging Delft Fringe Festival verder als zelfstandige stichting en duurt het festival inmiddels bijna twee weken. In 2020 was er geen festival in verband met de coronapandemie.

## Publieksprijs
Sinds 2014 maken voorstellingen die tijdens Delft Fringe Festival te zien zijn kans op de Publieksprijs. De door bezoekers hoogst gewaardeerde voorstelling wint het Gouden Konijn (tot en met 2019 de Gouden Mayonaisefles) en krijgt daarnaast een speelplek op de volgende festivaleditie. Ook is de winnaar te zien in het campagnebeeld van de volgende festivaleditie.

### Winnaars
De winnaars van de Publiekprijs zijn:
- 2014: Madeline Veraa - Kaal[4]
- 2015: EAST74 i.s.m. Melissa Roos en Jan Tekstra - 1000 & 1 dagen[5]
- 2016: LUDIQUE! - Zarah, zonde van de liefde![6]
- 2017: De Gestampte Meisjes - BALLEN[7]
- 2018: SASSY - De Eeuwige Bruidsmeisjes[8]
- 2019: Dion - The Great Magician[9]
- 2021: Tappin-It Collective - IRMA[10]
- 2022: Niek Wagenaar - Nymphs[11]
- 2023: Mystha Mandersloot - Abortusverhalen[12]
- 2024: Dystopia - Vague News[13]

## Delft Chamber Music Award
Sinds 2018 wordt ook de Delft Chamber Music Award uitgereikt aan een muzikale voorstelling. De winnaar wordt gekozen door een jury van het Delft Chamber Music Festival en krijgt een speelplek op de komende editie van dat festival.

### Winnaars
- 2018: DOT Quartet - Jazz and Folk on String[8]
- 2019: Belinfante Quartet en Jordi J. Cárdenas - Tchk-Tsjech![9]
- 2021: Duo Sola - Fernweh (432 Hz)[10]
- 2022: Prima Donna's - Leuk geprobeerd![14]
- 2023: Ear to the Earth Ensemble - A Festival of Whispers[15]
- 2024: Resonance Quartet - Mixtures[16]